# Nejvyšší správní soud Československa

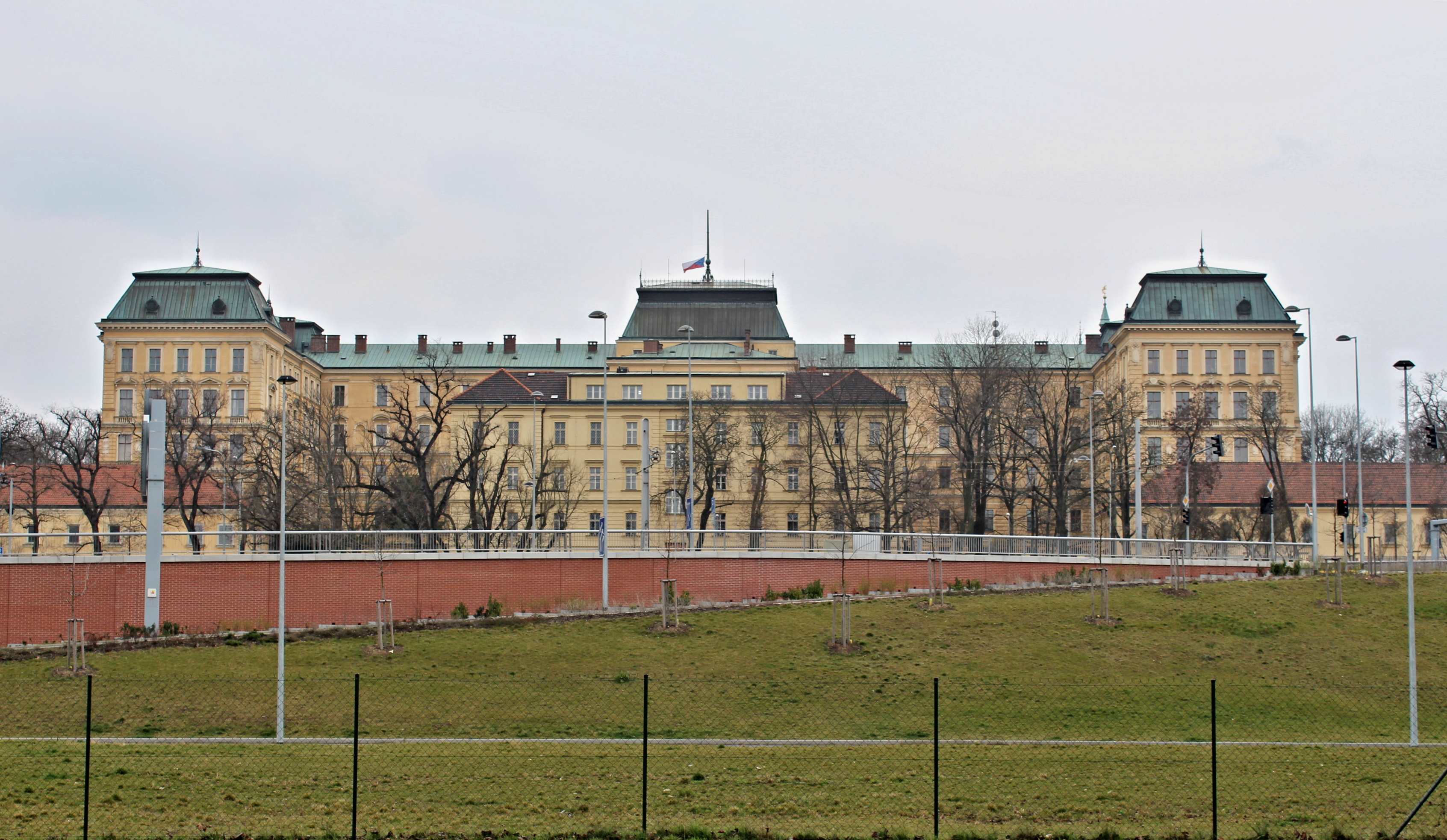
Kadetní škola v Praze, sídlo provorepublikového ministerstva spravedlnosti a Nejvyššího správního soudu

Nejvyšší správní soud Československa byl v letech 1918–1952 hlavní článek jednoinstančního správního soudnictví v Československu. Navazoval přímo na rakouský Správní soudní dvůr a sídlil spolu s ministerstvem spravedlnosti v Praze v budově bývalé kadetky na Mariánských hradbách 2, Nejvyšší soud naproti tomu sídlil v Brně.

## Nejvyšší správní soud za první republiky
Prvorepublikový Nejvyšší správní soud se skládal z prvního a druhého prezidenta, čtyř senátních prezidentů, dvaceti dalších soudců a administrativního aparátu. Zřizoval jej zákon č. 3/1918 Sb. o pouhých sedmi paragrafech, protože pro jeho fungování i nadále platil zákon č. 36/1876 ř. z., podle kterého se řídil Správní soudní dvůr. Nový zákon, připravený prvním předsedou soudu Ferdinandem Pantůčkem (ve funkci 1918–1925), byl pro některé své nejasné formulace kritizován. Podstatně nicméně rozšířil pravomoci Nejvyššího správního soudu, např. mohl nově přezkoumávat i ta správní rozhodnutí, která byla založena na správním uvážení, a nadále byly z jeho kompetence vyloučeny pouze věci patřící obecnému soudnictví a stížnosti na nejmenování do úřadu. Převzal také řadu kompetencí bývalého Říšského soudu, zejména stížnosti občanů na porušení jejich politických práv, pouze veřejnoprávní nároky vůči státu a zemím připadly obecnému soudnictví (konkrétně v prvním stupni pražskému zemskému soudu). Byl soudem pouze kasačním, nezákonná správní rozhodnutí mohl jen zrušit a věc vrátit zpět. Kompetenční spory mezi soudy a správními úřady, resp. mezi obecnými soudy a Nejvyšším správním soudem řešil zvláštní senát, v němž zasedali tři soudci Nejvyššího soudu a tři soudci Nejvyššího správního soudu a jehož předsedu jmenovala vláda. Soudci Nejvyššího správního soudu se také podíleli na činnosti Ústavního soudu.
V sídle Nejvyššího správního soudu působil dále Volební soud tvořený prezidentem (první prezident Nejvyššího správního soudu), viceprezidentem (druhý prezident soudu), dvanácti přísedícími volenými poslaneckou sněmovnou a potřebným počtem stálých soudních radů Nejvyššího správního soudu. Rozhodoval o stížnostech vůči volbám do Národního shromáždění a o ztrátě poslaneckých a senátorských mandátů kvůli ztrátě volitelnosti či pokud daný zákonodárce přestal být z důvodů „nízkých a nečestných“ členem politické strany, na jejíž kandidátce byl zvolen. Volební soud přitom posvětil praxi tzv. osobních reversů (např. v případě poslance Vrbenského), kdy kandidáti ještě před volbami podepisovali vzdání se mandátu, které strana poté mohla kdykoli použít. Tato rozhodovací praxe volebního soudu byla hojně kritizována, prof. Hoetzel ji označil za „nejsmutnější zjev našeho právnického života“.
Správní soudnictví měly vykonávat také zvláštní správní senáty u okresních a župních úřadů, později měla mít tuto pravomoc zemská zastupitelstva, protože však tato část reformy veřejné správy nikdy nevešla v život, Nejvyšší správní soud se stal jediným článkem československého správního soudnictví. To vedlo k jeho postupnému zahlcení s následkem chronické zdlouhavostí řízení (nevyřízené věci dosáhly roku 1935 počtu 17 431), kterou se podařilo omezit po reformě soudu v roce 1937. Kromě omezení veřejných líčení, zavedení pomocných referentů a dalších opatření byly zrušeny původní sedmičlenné senáty a řadu věcí soud už rozhodoval jen ve tříčlenných namísto pětičlenných senátů. Pouze důležité věci, v nichž bylo zapotřebí sjednotit judikaturu i na úrovni soudu, mohl rozhodovat rozšířený devítičlenný senát. Československý Nejvyšší správní soud si zejména v době, kdy v jeho čele stál vynikající právník a právní teoretik Emil Hácha (1925–1938), i tak získal vysoké renomé a jeho judikatura, která byla publikována v tzv. Bohuslavově sbírce ve dvou oddělených částech (administrativní a finanční, 1918–1948), je používána dodnes.

## Meziválečné a poválečné správní soudnictví
Za druhé světové války v Bratislavě vznikl Nejvyšší správní soud Slovenské republiky, který dočasně v roce 1944 sídlil v Piešťanech a který pokračoval v samostatné existenci i po konci války. Původní pražský Nejvyšší správní soud ale nezanikl a působil také přes období Protektorátu Čechy a Morava. V prvních letech po válce Nejvyšší správní soud vzdoroval neustále sílící nátlakové atmosféře a zachoval si v rámci své rozhodovací činnosti jistou míru nezávislosti, když například zamítl pro nezákonnost znárodnění čokoládovny Orion v Praze-Modřanech nebo zrušil rozpuštění Selské jízdy v Nechanicích. Vedle pražského Nejvyššího správního soudu působil jako orgán slovenské autonomie Nejvyšší správní soud v Bratislavě, který posuzoval právnost aktů slovenských autonomních orgánů. Roku 1949 na podkladě § 137 Ústavy Československé republiky č. 150/1948 Sb. a zákona č. 166/1949 Sb., o sídle správního soudu, byly oba soudy spojeny v Bratislavě pod názvem Správní soud, jehož činnost trvala až do roku 1952. Správní soudnictví bylo zrušeno k 1. lednu 1953 zákonem č. 65/1952 Sb., o prokuratuře, která převzala některé povinnosti správního soudnictví. Stížnosti, o nichž Správní soud do svého zániku nerozhodl, zůstaly nerozhodnuty. Správní soudnictví se postupně stalo součástí obecných soudů v čele se správním kolegiem Nejvyššího soudu.
Na jeho tradici navázal až Nejvyšší správní soud České republiky, který byl zaveden de iure Ústavou už roku 1993, de facto byl ale zřízen až roku 2003. Na Slovensku naopak zůstalo správní soudnictví dlouho organizováno v rámci soustavy řádných soudů, včetně správního kolegia Nejvyššího soudu Slovenské republiky. Samostatný Nejvyšší správní soud Slovenské republiky byl zřízen v roce 2021.